# 구마시로촌 (나가노현)
구마시로촌(일본어: 神稲村)은 일본 나가노현 시모이나군에 있던 촌이다. 현재의 도요오카촌에 해당한다.

## 역사
- 1875년 1월 23일 - 지쿠마현 이나군 구마시로촌이 성립하였다.
- 1876년 8월 21일 - 나가노현에 소속되었다.
- 1879년 1월 4일 - 군구정촌 편제법에 의해 시모이나군에 소속되었다.
- 1889년 4월 1일 - 정촌제 시행에 의해 구마시로촌이 단독으로 자치체를 형성하였다.
- 1955년 4월 1일 - 가와노촌과 합병해, 도요오카촌이 성립하여, 동일 구마시로촌은 폐지되었다.

## 교통

### 철도
덴류강 건너편의 이치다촌에 일본국유철도 이다선의 이치다역이 소재한다.

## 참고문헌
- 角川日本地名大辞典 20 長野県